# Michael Sandell
Michael Sandell, född 7 november 1844 i Svaningen, Ströms socken, Jämtlands län, död 21 februari 1919 i Stockholm, var en svensk frikyrkoman.
Michael Sandell var son till bonden Daniel Larsson. Han arbetade till en början på fädernegården men genomgick i artonårsåldern en religiös kris och sökte därefter bli präst. Han studerade privat 1863–1865 och började redan då predika vid möten i hembygden. Från hösten 1865 till nyåret 1868 vistades han under stora försakelser vid Fjellstedtska skolan i Uppsala men reste 1868 till USA för att fortsätta sina studier vid Augustana College och teologiska seminariet i Paxton, Illinois. Sandell prästvigdes 1871 i Chicago Lake och blev sedan pastor i den svenska evangelisk-lutherska församlingen i St. Peter, Minnesota. 1874 återvände han på grund av sjukdom till Sverige och grundade med hjälp av insamlade medel Fridsbergs barnhem och ålderdomshem för samer i Hillsand. Sandell förestod själv anstalten till 1891, då han återvände till USA. Där inträdde han i sin förra befattning och uppehöll den till 1902, varefter han återvände till Sverige. Från 1902 till sin död var ledare för Fridsberg (senare övertaget av EFS).